# Marcella Albani

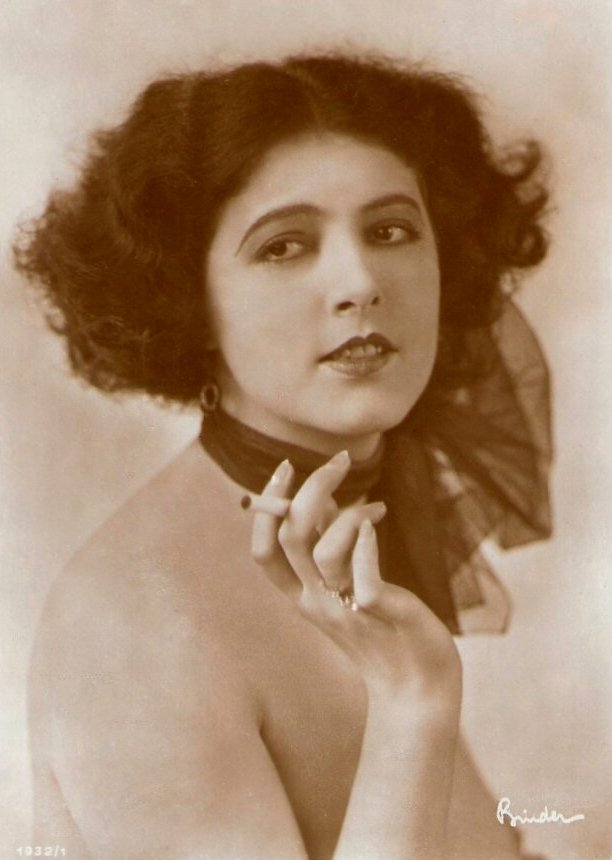
Marcella Albani, Fotografie (um 1928) von Alexander Binder

Marcella Albani, eigentlich Aida Annita Maranca, (* 7. Dezember 1899 in Rom; † 11. Mai 1959 in Wiesbaden) war eine italienische Schauspielerin, Filmproduzentin und Autorin, die besonders im deutschen Stummfilm erfolgreich war.

## Leben
Ihr Vater Oreste Maranca war Besitzer einer angesehenen Gastwirtschaft in Trastevere. Sie besuchte die Höhere Töchterschule, das Gymnasium sowie die Gabelsberger-Nöe-Stenographieschule in Rom. Ihre Ausbildung als Schauspielerin erhielt sie an der Akademia Santa Cecilis in Rom.
Für den Film wurde sie von Guido Parisch entdeckt, der ihr den Künstlernamen Marcella Albani gab. Ihr Filmdebüt gab sie 1919 in Seelenkampf der Myriam-Film, in dem sie die Hauptrolle übernahm. Nach einem weiteren Film für die Myriam-Film drehte Albani von 1920 bis 1922 zahlreiche Filme für die Amrosio-Film in Turin. Sie arbeitete bei den Filmdramen und Abenteuerstreifen mit Parisch als Regisseur zusammen.
Albani kam 1923 mit Parisch nach Berlin und hatte in Deutschland sofort Erfolg. Sie drehte zunächst für die Berliner Nivo-Film, sowie für ihre eigene Albani-Film GmbH. Bis 1926 führte meist Guido von Parisch unter dem Pseudonym Guido Schamberg in ihren Filmen Regie. Während der gesamten 1920er-Jahre verkörperte sie im deutschen Stummfilm elegante südländische Schönheiten. Auch in französischen, tschechoslowakischen und österreichischen Filmen wirkte sie mit.
Mit dem Aufkommen des Tonfilms widmete sie sich vermehrt ihrer literarischen Tätigkeit und veröffentlichte einige Romane wie Glauca, l’amata l’innamorata, der in deutscher Sprache als Liebelei und Liebe erschien. La Citta dell’ Amore wurde durch den Regisseur Mario Franchini verfilmt. Franchini war seit 1931 ihr Ehemann, mit dem sie ein Kind hatte.
Im September 1930 wurde die Albani-Film in die Ariete-Film GmbH (1930–1937) umgewandelt. 1937 brachte das Ehepaar Albani/Franchini die Ariete-Film als Gesellschaftsanteil in die Gründung der Firma Deutsch-Italienische Film-Union GmbH (DIFU) ein.

## Filmografie
- 1919: Seelenkampf
- 1919: Schatten, der zurückkehrt
- 1921: Amore in fuga
- 1921: La Madonna della Robbia
- 1921: L'immortale
- 1921: La figlia delle onde
- 1921: Bufera
- 1921: La routa del falco
- 1922: Ferro di cavallo
- 1922: La sposa perduta
- 1922: Frauenschicksal
- 1923: Das Spiel der Liebe (auch Produktion)
- 1923: Im Rausche der Leidenschaft (auch Produktion)
- 1924: Guillotine (auch Produktion)
- 1925: Briefe, die ihn nicht erreichten
- 1925: Das Geheimnis der alten Mamsell
- 1926: Die Flucht in den Zirkus
- 1926: Die geschiedene Frau
- 1926: Dagfin
- 1927: Da hält die Welt den Atem an
- 1927: Liebesreigen
- 1927: Der Fluch der Vererbung
- 1927: Das Geheimnis des Abbé X
- 1927: Fürst oder Clown
- 1928: Die Dame in Schwarz
- 1928: Geheimnisse des Orients
- 1928: Die Pflicht zu schweigen
- 1928: L'évadée
- 1928: Das letzte Souper
- 1928: Der Kampf ums Matterhorn
- 1929: Die Sünde einer schönen Frau (Hříchy lásky)
- 1929: Anschluß um Mitternacht
- 1929: Sturmflut der Liebe
- 1929: Masken
- 1929: Vertauschte Gesichter
- 1929: Das Erlebnis einer Nacht
- 1929: Hingabe
- 1930: Corte d'Assise
- 1932: Zaganella e il caliere
- 1933: Non son gelosa
- 1933: La città dell'amore
- 1934: Ritorno alla terra
- 1935: Stradivari
- 1936: Der Kaiser von Kalifornien